# 前田誠二
前田 誠二（まえだ せいじ、1993年7月1日 - ）は、日本の声優、歌手、舞台俳優。Argonavisのメンバー。大阪府出身。響所属。

## 略歴
小学1年から5年までクラブチームでサッカーを、中学・高校の部活でテニスをしていた。
声優に興味を持った理由は「自分の人生だけじゃ経験できない何かや、自分じゃない誰かを演じられる」ことから。きっかけとなった作品は『新世紀エヴァンゲリオン』。
ビジュアルアーツ専門学校大阪を卒業後上京し、東京の養成所に通う。そこで大衆演劇の仕事を紹介され、2ヶ月ほど旅公演に同行する。
その後、2年ほどの声優とは違う仕事を経て、「新人声優発掘プロジェクト オーディション2017」に合格、響に所属。「25歳までにお芝居で食べられなければ一旦やめよう」と思っていたところに、現在の事務所のオーディションに合格。その際、CMの森嶋秀太のナレーションに衝撃を受ける。
2018年5月、『ARGONAVISプロジェクト』の主人公バンド「Argonavis」にベース担当として参加する。

## 人物
事務所では真野拓実と同期で仲が良く、お互いの家で遊ぶこともある。「アルゴナビス」で兄弟役を演じる橋本真一には、同郷ということもあり懐いている。

### 特技
殺陣が特技。専門学校で習い、本格的に声優業をスタートする以前は大衆演劇、舞台、イベントなどで披露していた。現在も『ROAD59 -新時代任侠特区-』など、舞台作品への出演時に活かされている。
その他、テトリス、スーパーボールすくい、大阪弁（河内弁）などを特技に挙げている。
「Argonavis」ではベースを担当。学生時代に9mm Parabellum Bulletのコピーバンドで担当して以来未経験だったが、現在はGYROAXIA・宮内告典の友人のミュージシャンにプロと勘違いされるほど上達している。

### 趣味
趣味はテニス、サッカー、漫画、音楽、睡眠。好物、トレードマークはみかん。
『金色のガッシュ!!』が人生のバイブル。
長く紹介番組を務めている「カードファイト!! ヴァンガード」をはじめ、カードゲームも趣味としている。

## 出演
太字はメインキャラクター。

### テレビアニメ
2018年
- カードファイト!! ヴァンガード（2018年 - 2020年、稲永イチロウ、橘タツヤ、まぁるがる、レフト・アレスター、アステロイド・ウルフ 他） - 4シリーズ
- フューチャーカード 神バディファイト（2018年 - 2019年、紅蓮闘士 ガンズナックル・ドラゴン、加持カネサダ、少年C）
- 色づく世界の明日から（山吹将）
- ゴブリンスレイヤー（2018年 - 2023年、新米戦士） - 2シリーズ

2019年
- キラッとプリ☆チャン（スタッフ）
- MIX（部員）
- トライナイツ（宝立友未）

2020年
- アルゴナビス from BanG Dream!（的場航海）

2021年
- カードファイト!! ヴァンガード overDress（2021年 - 2025年、チームメイト、サミュエル・フレッドソン） - 4シリーズ

2022年
- 異世界美少女受肉おじさんと（ジェイソン、信徒、閣僚、反乱軍）
- 終末のハーレム（高松）
- 黒の召喚士（神埼刀哉）
- 組長娘と世話係
- 農民関連のスキルばっか上げてたら何故か強くなった。（騎士）

2023年
- 最強陰陽師の異世界転生記（受験生男子1）
- 事情を知らない転校生がグイグイくる。（田中勝則）
- 【推しの子】（2023年 - 2024年、鳴嶋メルト） - 2シリーズ
- 冒険者になりたいと都に出て行った娘がSランクになってた（バーンズ）
- ビックリメン（コンビニスタッフ）
- 経験済みなキミと、経験ゼロなオレが、お付き合いする話。（シューヤ）
- Helck（アクスーン）
- ポーション頼みで生き延びます!（ブライアン）
- 君のことが大大大大大好きな100人の彼女（警備員）

2024年
- 狼と香辛料 MERCHANT MEETS THE WISE WOLF（若者）
- ワンルーム、日当たり普通、天使つき。（祭りの人A）
- ダンジョンの中のひと（探索者）
- 嘆きの亡霊は引退したい（ギルベルト・ブッシュ）
- 最凶の支援職【話術士】である俺は世界最強クランを従える（ウォルフ）
- さようなら竜生、こんにちは人生（兵士）

2025年
- 甘神さんちの縁結び（陸上部顧問）
- 黒岩メダカに私の可愛いが通じない（男子生徒B）
- 片田舎のおっさん、剣聖になる（教会騎士）
- ねこに転生したおじさん（鳩）
- スライム倒して300年、知らないうちにレベルMAXになってました ～そのに～（魔族E、四天王C、魔族衛兵B）
- その着せ替え人形は恋をする Season 2（菊池光）
- ブサメンガチファイター（加藤）

### 劇場アニメ
- 劇場版アルゴナビス 流星のオブリガート（2021年、的場航海[20]）
- 劇場版アルゴナビス AXIA（2023年、的場航海[21]）
- 劇場版 Re:STARS 〜未来へ繋ぐ2つのきらぼし〜（2023年、ムシダ）

### Webアニメ
- がきたびっ!〜あけちの故郷編〜（2021年、みっちゃん）

### ゲーム
- ファイブキングダム（2018年）
- 九州三国志（2018年、甘寧）
- ブラウンダスト（2019年、ローレンス[22]）
- フードファンタジー（2019年 - 、クロワッサン[23]、ザッハトルテ[24]）
- ヒーローカンターレ（2020年、ライト[25]）
- アルゴナビス from BanG Dream! AAside（2021年、的場航海[26]）
- クイズRPG 魔法使いと黒猫のウィズ（2021年、リツ・タカラ[27]）
- サクライグノラムス（2023年、モナリザ[28]）
- アルゴナビス -キミが見たステージへ-（2024年、的場航海[29]）
- モンスターストライク（2024年、鳴嶋メルト[30]）
- 天月麻雀（2025年、天征[31]）
- PROGRESS ORDER（2025年、ミナト[32]）
- ROAD59 -新時代任侠区- 摩天楼モノクロ抗争（2025年、成山誓吾[33]）
- 18TRIP（2025年、平目井[34]）

### ラジオ
※はインターネット配信。
- よみほぐ（2017年 - 、目黒FM）
- Argonavis ラジオライン（2019年 - 2020年、HiBiKi Radio Station※）
- 夜中メイクが気になったから（2019年 - 2020年、ラジオ大阪・HiBiKi Radio Station※）
- Maeda Seijio!!（2022年 - 、YouTube※）
- from ARGONAVIS アルゴナビスラジオクルーズ supported by ヴァイスシュヴァルツブラウ（2022年 - 、K-mix 静岡FM※)
- 月刊 新・男前通信7月号～月刊 前田誠二（2024年、文化放送モバイルplus※）

### テレビ番組
- 月刊ブシロードTV（2019年 - 、TOKYO MX）[35]
- 実況×解説！ざわつきバラエティ「声優運動会」（2021年、BSフジ）[36]

### インターネットテレビ
- HiBiKiStYle（YouTube）
- 週刊ヴァンガ情報局（YouTube、ニコニコ生放送、マエダ先生）
- どこヴァン（YouTube）
- どこヴァン ねお（YouTube）
- animelo weekend in ハレスタ（2022年7月16日 - 2023年3月19日、ニコニコ生放送※）

### CM
- カードファイト!! ヴァンガード（2020年）

### 吹き替え
- 凹凸世界（2019年、ガドロス[37]）
- 白蛇: 縁起（2021年）
- フェ〜レンザイ -神さまの日常-（2023年、ケイテン[38]）
- ヨウゼン（2025年、兵士[39]）

### ボイスドラマ
- フューチャーカード 神バディファイト（2020年、神宮時計[40]）
- 僕と俺とお前（2020年、青葉優[41]）

### ドラマCD
- ゴブリンスレイヤー 12 ドラマCD&メタルフィギュア限定特装版 （2020年、新米戦士）

### BLCD
- 小林先輩は女の子でシたい（2022年、小林文博[42]）
- 高良くんと天城くん（2024年、高良瞬[43]）

### デジタルコミック
- アキトはカードを引くようです（2020年、鈴木〈美少年〉[44]）
- ヤンキー君と白杖ガール（2020年[45]）
- 真夜中の女子会（2020年）
- 青春カフェテリア（2021年、世良、田村[46]）
- りんちゃんは据え膳したい（2021年、男子生徒ほか[47]）
- 神様にスカウトされて異世界にやって来ました。―家電魔法で快適ライフ―（2021年、マロウ[48]）
- 兄貴の友達（2021年、高良瞬[49]）
- 高良くんと天城くん（2021年、高良瞬[50]）
- 姫ヶ崎櫻子は今日も不憫可愛い（2021年、三森夏樹[51]）
- ケイヤクシマイ（2022年、同僚[52]）
- 稲穂くんは偽カノジョのはずなのに（2024年、村田真咲人[53]）

### 舞台
- e-BIRTH南総里見八犬伝異聞 -前編-
- Re-BIRTH南総里見八犬伝異聞 -完結編-
- 青眉の人（清少納言）
- Long Believer（丹羽長秀）
- ROAD59 -新時代任侠特区-（成山誓吾）[54]
- ARGONAVIS the Live Stage（的場航海）
- ARGONAVIS the Live Stage2 ～目醒めの王者と恒星のプログレス～（的場航海）

### ミュージカル
- 風雲新選組-月影-（斎藤一）

### その他コンテンツ
- Pick-upVoice vol.133
- ARGONAVIS from BanG Dream!（2018年 - 、声優ユニット）
- ○○男子project（2020年、関西太一〈関西男子〉[55]）

### シリーズ一覧
1. ↑  中・高校生編（2018年 - 2019年）、続・高校生編（2019年）、新右衛門編（2019年 - 2020年）、『外伝 イフ-if-』（2020年）
2. ↑  第1期（2018年）、第2期『II』（2023年）
3. ↑  Season1（2021年）、続編『will+Dress』Season2（2023年）、続編『will+Dress』Season3（2023年）、続編『Divinez』デラックス編（2025年）
4. ↑  第1期（2023年）、第2期（2024年）

### 初出話一覧
1. 1 2  第9話初出
2. 1 2  第2話初出
3. ↑  第1話初出
4. ↑  第12話初出
5. 1 2  第14話初出
6. ↑  第5話初出
7. ↑  第6話初出
8. ↑  第34話初出
9. 1 2 3  第10話初出
10. ↑  第7話初出